# Автомагістраль А48 (Франція)
Автомагістраль A48, також відома як l'autoroute du Dauphiné, — автомагістраль у Франції, що з'єднує A43 з містом Гренобль.
У середньостроковій перспективі пропонується розширення на північ до Амбер'є. 

## Характеристики
- 2х2 смуги
- 2x3 смуги між автотрасами A49 і A480 (10 км)
- 97 км завдовжки
- Території обслуговування

## Історія
- 1968: перша безкоштовна ділянка відкрилася між Бастилією (північна околиця Гренобля) і Вореппе в рамках підготовки до Зимових Олімпійських ігор, що проводилися в місті та його околицях.
- 1975: Відкриття платної ділянки між Voreppe і A43 під керуванням AREA.

## Пам'ятки
У наступному списку вказуються міста та визначні місця, які можна відвідати по автомагістралі:
- Річка Ізер
- Полковник де Россатьєр
- Лак де Паладрю
- Гори Шартрез

## Майбутнє
Існують пропозиції щодо розширення автомагістралі на північ від Бургуен-Жальє до Амбер'є-ін-Бюже та підключення до автотраси A42. 